# 根本好伸
根本 好伸（ねもと よしのぶ、1965年 - ）は、日本の写真家。
東京都出身。麻布スタジオ、集英社の専属カメラマンを経て独立。主に雑誌、写真集グラビアの撮影を多数手掛ける。

## 主な作品

### 写真集
- シェイプUPガールズ：「ZIPPY!!―シェイプUPガールズ写真集」1995年
- 佐藤仁美：「Bless You…!―佐藤仁美写真集」1996年
- 佐藤藍子：「Aiko Sato first photo story―Live 1997」1997年
- 浅田好未：「Wonder island―浅田好未写真集」1997年
- 浜丘麻矢：「うそつき。―浜丘麻矢写真集」1998年
- 藤崎奈々子：「ブルーム―藤崎奈々子写真集」1999年
- 田中麗奈：「rena@19」（ワニブックス）1999年
- 釈由美子：「Natural Shaku―釈由美子写真集」1999年、「Shaku Shake!!」2000年
- 麻見奈央：「Don’t Pass Me―麻見奈央写真集 」2000年 (Wani coming up collections)
- 藤本綾：「Happy!―藤本綾写真集」2000年
- 酒井彩名：「TYPHOON―酒井彩名写真集」2000年
- 前田亜季：「powder―前田亜季写真集」2000年
- 初音映莉子：「初音日記―初音映莉子写真集」2000年
- 神戸みゆき：「I am Rainbow⭐︎―神戸みゆき写真集」  2000年（ワニブックス）ISBN 484702575X
- 池脇千鶴：「tesoro」2000年、「まっすぐ―池脇千鶴写真集」2002年
- 吉澤ひとみ(当時モーニング娘。)：「よっすぃー。」2001年（ワニブックス・モーニング娘。ソロ写真集シリーズ）
- 吉田恵：「Kay―吉田恵写真集」2001年、「Natural」2003年
- 仲根かすみ：写真集/花霞み HANAKASUMI (タレント・映画写真集)　2001年
- 奥菜恵：「THE OKINA 1/3 in Hawaii」2002年
- 松浦亜弥：2nd「アロハロ!松浦亜弥写真集」2003年（角川書店）
- 大谷みつほ：「HONEY―大谷みつほ写真集」2002年
- 国仲涼子：「23ans」2002年、「 COLORS 」2011年（ワニブックス）
- 水川あさみ：「AB」2002年（角川書店）
- 黒川芽以：「めいてぃー。―黒川芽以写真集」2002年
- 鈴木あみ：写真集 「亜美'02夏」2002年
- 石原さとみ：「石原さとみファースト写真集」2003年（文藝春秋・熊谷貫、原田達夫との共著）
- 小野真弓：「写真集 LOVE MAUI 」2003年
- アヤカ(当時ココナッツ娘。)：「AYAKA―アヤカ写真集」2003年（ワニブックス）
- いとうあいこ：写真集「Don't Stop Me Now!」2003年
- モーニング娘。：「アロハロ！モーニング娘。さくら組&おとめ組写真集」2003年
- 安倍麻美：「そのまま。」2003年（小学館）
- 於保佐代子：ファースト写真集　2003年
- 岩佐真悠子：「岩佐真悠子'04夏」2004年（講談社）
- 榮倉奈々：「HBD16」2004年（学習研究社）
- 道重さゆみ(当時モーニング娘。)：「モーニング娘。道重さゆみファーストソロ写真集」2004年（ワニブックス）
- 熊田曜子：写真集「BERUANG MANIS」2004年
- 下村真理：「Marilyn/2004―下村真理写真集」2004年
- 津島亜由子：フォトブック「深呼吸」2004年
- 田川惠理：「ERI―田川惠理写真集」2004年
- 松本まりか：写真集「きっと。」2004年
- 安田美沙子 ：写真集「Le Soleil」2004年
- 原史奈：「choukran」2004年（ワニブックス）
- 高橋愛(当時モーニング娘。)：4th「愛ごころ」2005年、5th「19」2006年、6th「高橋愛写真集全集 ai」、10th「私」2009年、11th「形」2010年、12th「 LOVE NO.10 」2011年（ワニブックス）
- 佐藤めぐみ：写真集「MM」2005年
- 美勇伝：「fleur de fleur」2006年（ワニブックス）
- 田中れいな(当時モーニング娘。)：3rd「少女R」2006年、7th「Very Reina」2008年（ワニブックス）
- 花井美里：「MIRI―花井美里写真集」　2006年
- 時東ぁみ：「ぁみの取扱い説明書(トリセツ)」 2007年（角川クロスメディア）
- 樋井明日香：「ASUKA―樋井明日香写真集」 2007年（ワニブックス） ISBN 4847029917
- 桂亜沙美：「Which?―桂亜沙美写真集」 2007年
- 甲斐まり恵：フォトブック「marie」2007年
- 麻亜里：「まあリズム―麻亜里写真集」2008年
- 吉田小江子：写真集『Aloha KISS』2008年
- 花井美里：「MIRI」（ジャパンデジタルコンテンツ信託）
- 長谷部優：「I ラブ YU」2005年（ワニブックス）
- 山崎真実：「マイマミ!」2005年（講談社）
- 吉田恵：「Natunal」（ワニブックス）
- 嗣永桃子（当時Berryz工房）：1st 写真集「momo」2007年（ワニブックス）
- 鈴木愛理(当時℃-ute)：3rd「6月の果実」2008年（ワニブックス）
- 新垣里沙(当時モーニング娘。)：4th「Happy・Girl」2008年（ワニブックス）
- 吉田小江子：「Aloha KISS」（ワニブックス）
- 石川梨華：7th「風華」2008年（キッズネット）
- 原幹恵：「Natural」2008年（学習研究社）「LOSＶEGAS」2010年（講談社）
- 次原かな：「サンクチュアリ-かなの聖域-」（学習研究社）
- 三津谷葉子：「Y―三津谷葉子写真集」（ワニブックス）2007年
- 松岡洋子：「松岡洋子の京散歩」2007年  (WANIBOOKS DVD BOOK)
- 小池里奈：「里奈の旅」2008年（ワニブックス）
- 小泉瑠美：写真集「るみ姫!!!」2008年
- 次原かな：「サンクチュアリ かなの聖域―次原かな写真集」2008年
- 平野綾：「Girlfriend」2009年（ワニブックス）
- 虎南有香：ファースト写真集「とらんすふぉーむ」2009年
- 中島早貴(当時℃-ute)：1st「NACKY 〜中島早貴ファーストソロ写真集〜」2009年（ワニブックス）
- 萩原舞(当時℃-ute)：1st「萩原舞」ファーストソロ写真集　2009年（ワニブックス）
- 矢島舞美(当時℃-ute)：4th 写真集「矢島舞美写真館 2008-2010」2010年、8th「ガラスと水」2013年（ワニブックス）
- 滝裕可里： 写真集 「n.T.m.Y. ～nice to meet you～ 」2010年
- 愛衣：写真集 「AiLife」2010年
- 前田憂佳(当時スマイレージ)：1st 写真集「15才」2010年（ワニブックス）
- 井上和香：写真集「ＩＷ」2010年
- 美馬怜子：写真集 「Weathery 」2011年
- 中村静香：写真集「ＨＵＧ」2011年
- 石川梨華：写真集 「 Lucky☆ 」2011年（ワニブックス）
- 中田有紀：フォトブック 「 アキイロ 2 」2011年、「 アキイロ 3 」2013年
- 中川翔子：「サイパン発、中野経由、未来行き 中川翔子 ギザ10」2012年
- 夏焼雅（Berryz工房）：写真集 「 GLOW 」2013年（ワニブックス）
- 竹達彩奈：写真集 「たけたChu in オーストラリア」2013年
- 本田望結 ：ふぉとぶっく 「みゆ 」2013年
- 佐藤江梨子 :「ｅｓ」電子版 (学研プラス) 2013年
- 高見侑里： ファースト写真集 「FLEUR BLANCHE 」2014年
- 木嶋のりこ：「ちょっとかわいいアイアンメイデン」 木嶋のりこ写真集 2014年
- 吉住はるな：「ちょっとかわいいアイアンメイデン」 吉住はるな写真集 2014年
- 天使もえ：写真集「もえコレ。」2016年
- 塩地美澄：ファースト写真集 「みすみ 」2016年
- 宮崎由加(当時Juice=Juice)：ファースト写真集 2016年、セカンド写真集「繋」2019年（オデッセー出版）
- 飯窪春菜(当時モーニング娘。)：ファースト写真集「春色」2017年（オデッセー出版）
- 牧野真莉愛(モーニング娘。)：写真集「せんこう花火」2017年（オデッセー出版/ワニブックス）
- 室田瑞希(当時アンジュルム)：ファースト写真集「MURO」2017年（オデッセー出版）
- 豊田萌絵：「1st写真集 moRe」2017年
- 生田衣梨奈(モーニング娘。)：セカンド写真集「if」2018年（オデッセー出版）
- 山木梨沙(当時カントリー・ガールズ)：ファーストビジュアルフォトブック「sketch me」2018年（オデッセー出版）
- 須田亜香里（SKE48）：写真集「可愛くなる方法」2018年
- 佐藤優樹(当時モーニング娘。)：ファーストビジュアルフォトブック「三角の硝子」2018年（オデッセー出版/ワニブックス）、フォトブック「prism」2022年（オデッセー出版）
- 阿部華也子 : ファースト写真集「Sweet Journey」2018年
- 工藤晴香 : 写真集「910hr」、「910hr ーyellowー」、「910hr ーRedー」2018年
- 稲場愛香：ファースト写真集「愛香」2018年、セカンド写真集「ラヴリネス...」2020年、4th写真集「Love perfume」2023年（オデッセー出版）
- 梁川奈々美(当時Juice=Juice/カントリー・ガールズ)：セカンド写真集「unbalance」2019年（オデッセー出版）
- 植村あかり(Juice=Juice)：サード写真集「AKARI III」2019年（オデッセー出版/ワニブックス）
- 加賀楓(当時モーニング娘。)：ファースト写真集「楓」2019年、セカンド写真集「イロハカエデ」2020年、サード写真集「メープルシュガー」2021年（オデッセー出版/ワニブックス）
- 大塚紗英：写真集「Saestain」2019年
- 井上玲音(こぶしファクトリー→Juice=Juice)：セカンド写真集「燿 ～You make me～」2020年（オデッセー出版）
- 羽賀朱音(モーニング娘。)：ファースト写真集「Akane」2020年（オデッセー出版/ワニブックス）
- 山岸理子(つばきファクトリー)：セカンド写真集「R-21」2020年（オデッセー出版）
- 小野瑞歩(つばきファクトリー)：ファースト写真集「MIZUH◎」2020年（オデッセー出版）
- 小野田紗栞(つばきファクトリー)：ファースト写真集「紗栞」2021年（オデッセー出版）
- 岸本ゆめの(つばきファクトリー)：ファースト写真集「ユメノアト」2022年（オデッセー出版）
- 工藤由愛(Juice=Juice)：ファースト写真集「多幸感～タコカン～」2022年、セカンド写真集「多幸感②～タコカン②～」2023年（オデッセー出版）
- 浅倉樹々(当時つばきファクトリー)：サード写真集「cherie」2023年（オデッセー出版）
- 野中美希(モーニング娘。)：セカンド写真集「daydream」2023年（オデッセー出版/ワニブックス）
- 井上春華(モーニング娘。)：ファースト写真集「はるかぜ」2024年（オデッセー出版）

### 雑誌
- ザテレビジョン（KADOKAWA）
- フライデー (雑誌)（講談社）
- 週刊ファミ通（KADOKAWA Game Linkage）

他多数。